# East Los Angeles (Kalifornija)
East Los Angeles je naseljeno područje za statističke svrhe u američkoj saveznoj državi Kalifornija. Prema popisu stanovništva iz 2010. u njemu je živjelo 126,496 stanovnika.